# Мортимър Уилър
Робърт Ерик Мортимър Уилър (на английски: Robert Eric Mortimer Wheeler) е британски археолог и офицер от армията.

## Биография
Уилър е роден в Глазгоу, Шотландия на 10 септември 1890 г. Завършва Брадфордската гимназия, а по-късно Университетски колеж Лондон, където получава магистърска степен през 1912 г.
В периода 1948 – 1955 г. е професор в Лондонския университет, от 1941 г. членува в Британската академия.
През 1914 г. се жени за Теса Уилър. Синът им Майкъл, който става адвокат, е роден през януари 1915 г. Теса, която помага при разкопките му, умира през 1936 г.